# Nostalgina
Nostalgina è il primo album in studio del cantautore italiano Bianco, pubblicato nel 2011.

## Tracce
1. Splendidi
2. Bum
3. Amiamole
4. A lavorare
5. Raccontami
6. Agosto
7. Arpeggi e sigarette
8. Tre passi avanti
9. Mela
10. Cosa va di moda oggi
11. Nostalgina
12. Pochissimo
13. Blu (feat. El Bastardo Outlaw Picker)